# Emilijo Kovačić
Emilijo Kovačić, né le 11 janvier 1968, à Zadar, en République socialiste de Croatie, est un ancien joueur croate de basket-ball. Il évolue durant sa carrière au poste de pivot.

## Palmarès
- 3e du championnat d'Europe 1993
- Finaliste des Jeux méditerranéens 1993
- Coupe de Slovénie 2000, 2001